# Arcade (Italie)
Pour les articles homonymes, voir Arcade.
Arcade est une commune italienne d'environ 4 400 habitants située dans la province de Trévise dans la région Vénétie, dans le nord-est de l'Italie.

## Administration
| Période                                  | Période | Identité | Étiquette | Qualité |
| ---------------------------------------- | ------- | -------- | --------- | ------- |
|                                          |         |          |           |         |
| Les données manquantes sont à compléter. |         |          |           |         |

### Hameaux
Madonnetta

### Communes limitrophes
Giavera del Montello, Nervesa della Battaglia, Povegliano, Spresiano, Villorba